# Дмитриевка (Усть-Таркский район)
Дмитриевка — село в Усть-Таркском районе Новосибирской области. Входит в состав Побединского сельсовета.

## География
Площадь села — 43 гектаров.

## История
Основано в 1909 г. В 1928 г. посёлок Дмитриевский состоял из 56 хозяйств, основное население — русские. Центр Дмитриевского сельсовета Еланского района Омского округа Сибирского края.

## Население
| 2002 | 2007 | 2010 |
| ---- | ---- | ---- |
| 119  | ↘93  | ↘58  |

## Инфраструктура
В селе по данным на 2007 год функционируют 1 учреждение здравоохранения и 1 учреждение образования.